# Błędnik (Gdańsk)
Błędnik (niem. Irrgartenbrücke) – nazwa ulicy, z wiaduktem nad torami kolejowymi, w Gdańsku.

## Historia
Nazwa pochodzi od wielkiego, najstarszego w Gdańsku publicznego parku Irrgarten, założonego w tym miejscu w 1708.

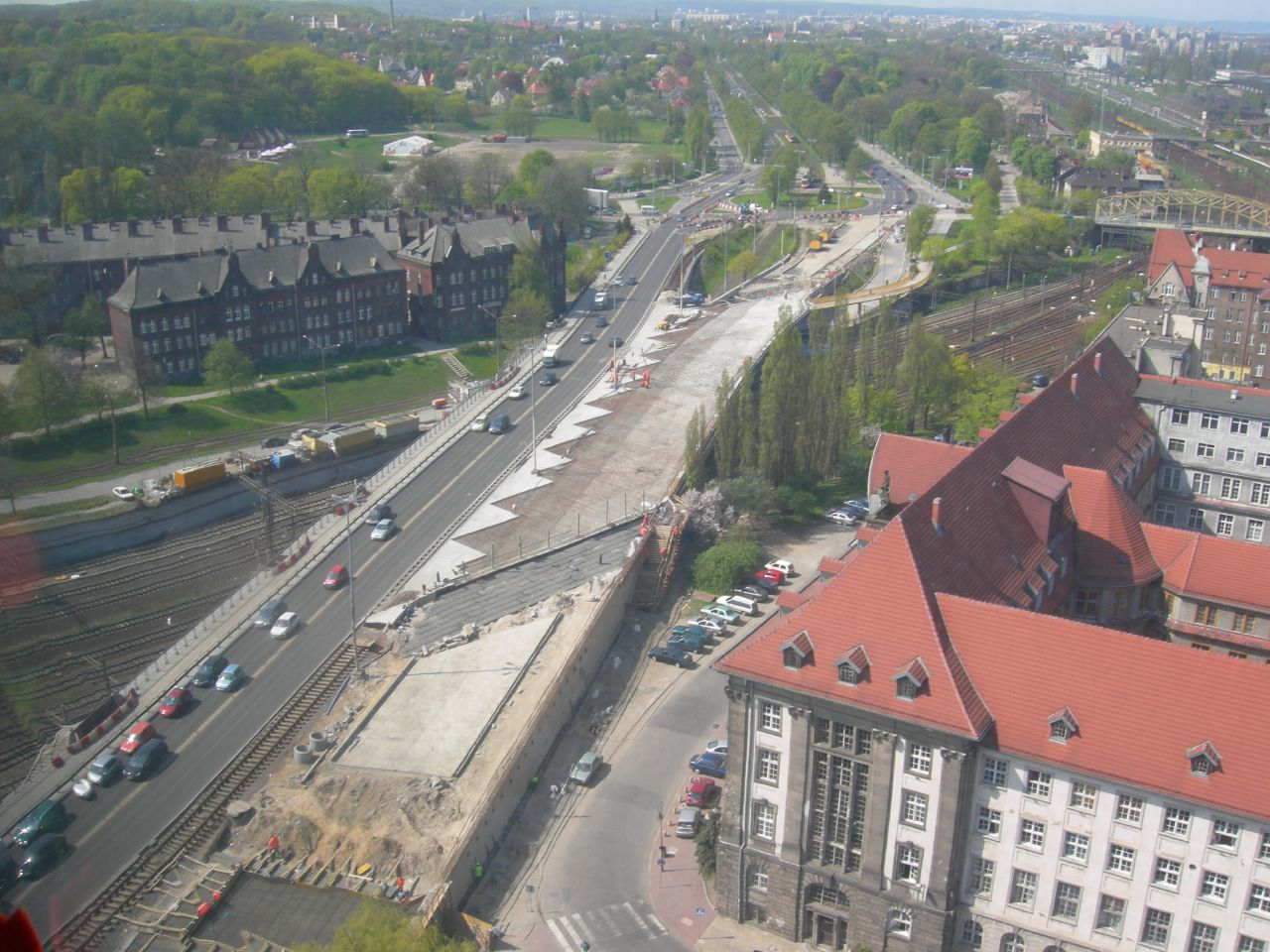
Remont wiaduktu, maj 2006

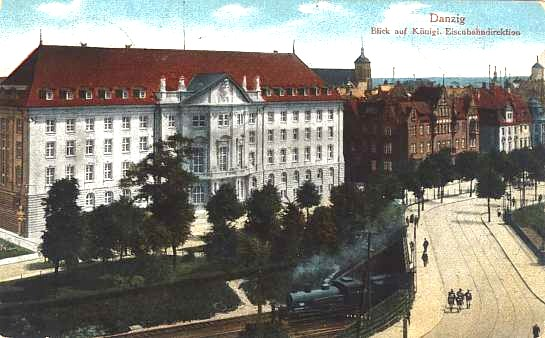
Pierwszy wiadukt Błędnik, ok. 1900

Ogród został założony pomiędzy fosą Starego Miasta i linią obwałowań łączących Górę Gradową z Szańcem Wapiennym nad Wisłą. Nazwa ogrodu powstała dzięki labiryntowi ścieżek, gdzie można było zabłądzić.
- 1807 – ogród został zrównany z ziemią przez Prusaków, w celu przygotowania miasta do obrony przed Napoleonem Bonaparte.
- 1809 – powstał plac musztry, nazwany pl. Napoleona.
- 1813 – zmiana nazwy na pl. Fryderyka Wilhelma.

W II połowie XIX w. powstała na terenie byłych ogrodów linia kolejowa, a następnie wiadukt nad torami kolejowymi, który przetrwał do lat 60. XX w. W latach 1967 – wrzesień 1970 zbudowano dwujezdniowy wiadukt nad torami kolejowymi, będący częścią głównej arterii łączącej Śródmieście z Wrzeszczem i Oliwą.
W okresie 30 kwietnia 2005 – 15 lipca 2006 Błędnik przeszedł generalny remont.
Na południowy zachód od wiaduktu, przy ul. 3 Maja, rosną dwa klony będące prawdopodobnie ostatnią pozostałością po dawnym ogrodzie.